# Iván Sánchez-Rico Soto
Iván Sánchez-Rico Soto, noto anche con lo pseudonimo di Riki (Aranjuez, 11 agosto 1980), è un ex calciatore spagnolo, di ruolo attaccante.

## Carriera
Nella sua carriera, Riki ha giocato con Real Madrid B, Getafe, Deportivo de La Coruña e Granada.